# Britische Klasse 385

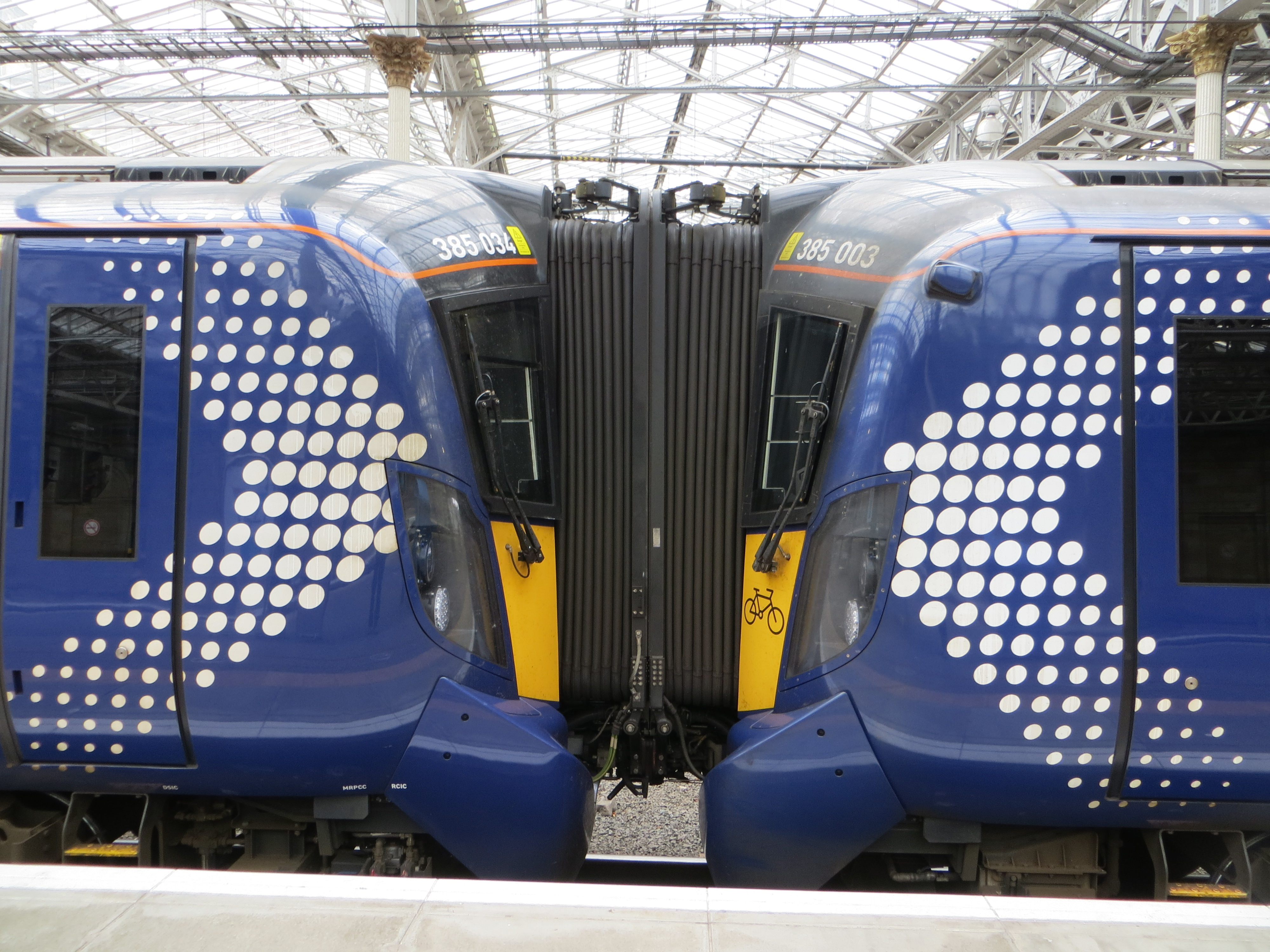
Zwei gekuppelte Dreiteiler im Bahnhof Edinburgh Waverley

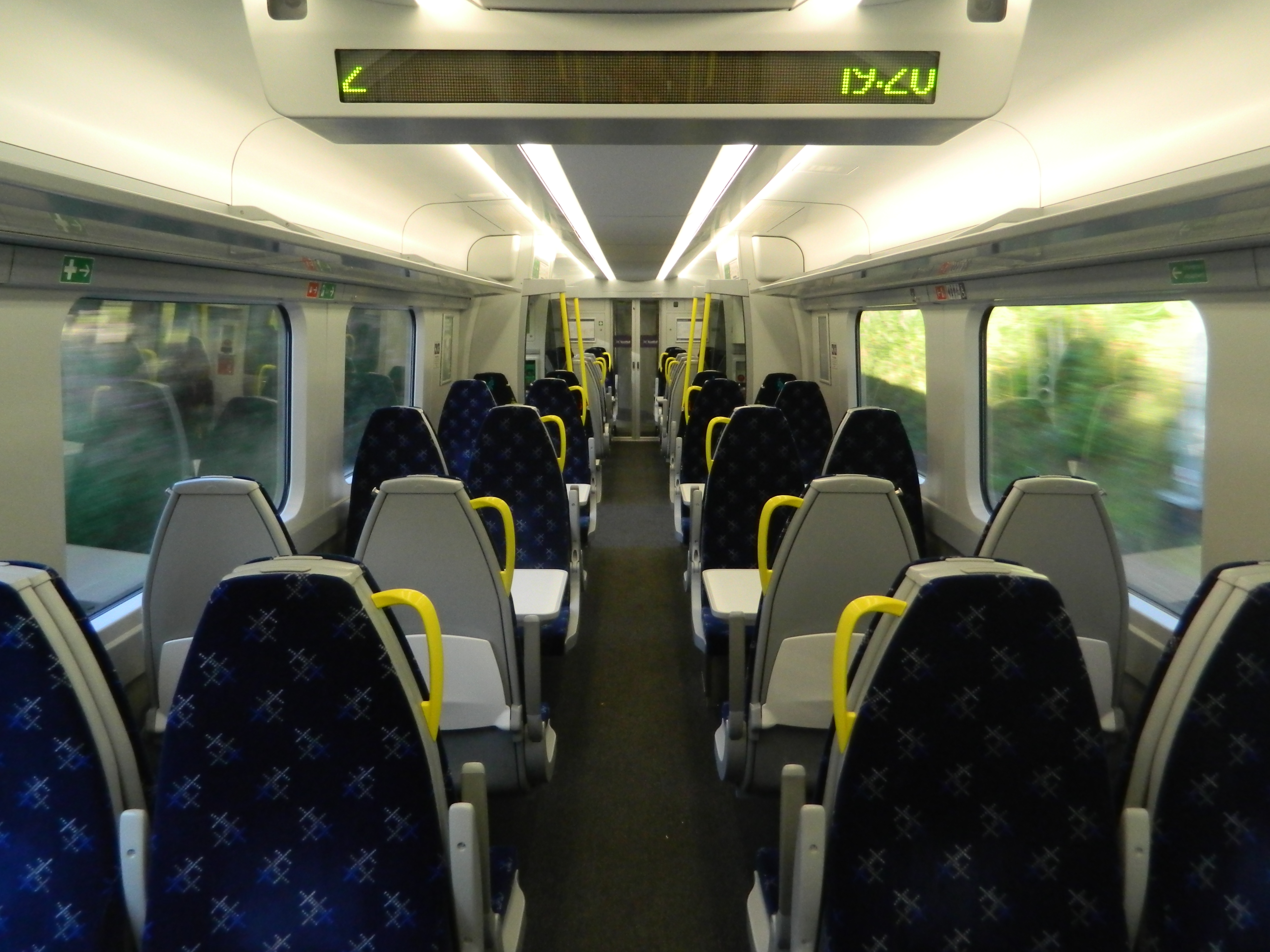
Innenraum der zweiten Klasse

In die britische Klasse 385 werden siebzig elektrische Triebzüge für den Regionalverkehr Schottlands eingeordnet. Hitachi Rail lieferte die zur Variante AT200 der A-Train-Familie gehörenden Züge von 2015 bis 2019 an ScotRail. Sie werden seitdem im Central Belt zwischen Glasgow und Edinburgh eingesetzt.

## Geschichte
Durch die geplante Elektrifizierung der Hauptstrecke zwischen Glasgow und Edinburgh über Falkirk, dem Edinburgh Glasgow Improvement Programme (EGIP), und weitere Elektrifizierungspläne entstand ein Bedarf an Elektrotriebzügen. Nach Gewinn des ScotRailFranchise bestellte Abellio im April 2015 schließlich 46 Dreiwagen- und 24 Vierwagenzüge und ihre Wartung über zehn Jahre im Wert von 475 Millionen Pfund bei Hitachi.
Die ersten sieben Züge wurden im japanischen Kasado gefertigt. Unter anderem für die übrigen Züge richtete Hitachi eine neue Endfertigungslinie in Newton Aycliffe ein.
Im Frühjahr 2025 wurde der Wartungsvertrag mit Hitachi Rail um sieben Jahre verlängert.
Es ist angedacht, das Einsatzgebiet durch den Bau einer batterieelektrischen Variante auf nicht elektrifizierte Strecken zu vergrößern.

## Technik
Die Triebzüge bestehen wie alle A-Trains zu großen Teilen aus Aluminium. Die IGBT-angesteuerten Fahrmotoren leisten 250 kW und befinden sich unter den Endwagen. Bei den Dreiteilern sind drei Drehgestelle, bei den Vierteilern vier Drehgestelle angetrieben. Die Züge beschleunigen mit bis zu 0,84 m/s² auf 161 km/h Höchstgeschwindigkeit.
Die Wagen werden durch zwei Einstiegsbereiche annähernd in Drittel geteilt. Die Dreiteiler verfügen über 206 Sitzplätze der zweiten Klasse, die Vierteiler über 20 Sitze erster Klasse und 253 Sitze zweiter Klasse. Eine Toilette befindet sich in beiden Endwagen.
Um überall Verpflegung am Platz anbieten zu können, gibt es Faltenbälge an den Fahrzeugenden. Die Fahrzeugköpfe entwickelte Hitachi mit Unterstützung des Virtual Engineering Centre der University of Liverpool.

## Einsatz
Die Züge der Klasse 385 werden im Regionalverkehr auf elektrifizierten Strecken um Glasgow und Edinburgh eingesetzt. Stadtseitige Ausgangspunkte der Vorortlinien sind die Bahnhöfe Edinburgh Waverley und Glasgow Central und Queen Street. Zwischen den beiden Großstädten verkehren die Class 385 über Falkirk oder über Shotts. Seitdem die Hauptstrecke zwischen Glasgow und Edinburgh über Falkirk elektrifiziert ist und die Bahnsteige verlängert wurden, werden dort vor allem Doppeltraktionen der Vierwagenzüge eingesetzt.
Die Laufleistung von Dreiwagen- und Vierwagenzügen unterscheiden sich beträchtlich, da die Dreiteiler vorwiegend auf Vorortstrecken eingesetzt werden. Im Jahr 2020 fuhren die Dreiteiler etwa 300 Meilen und die Vierteiler etwa 570 Meilen pro Tag.